# Ambrosius Gottfried Hanckwitz

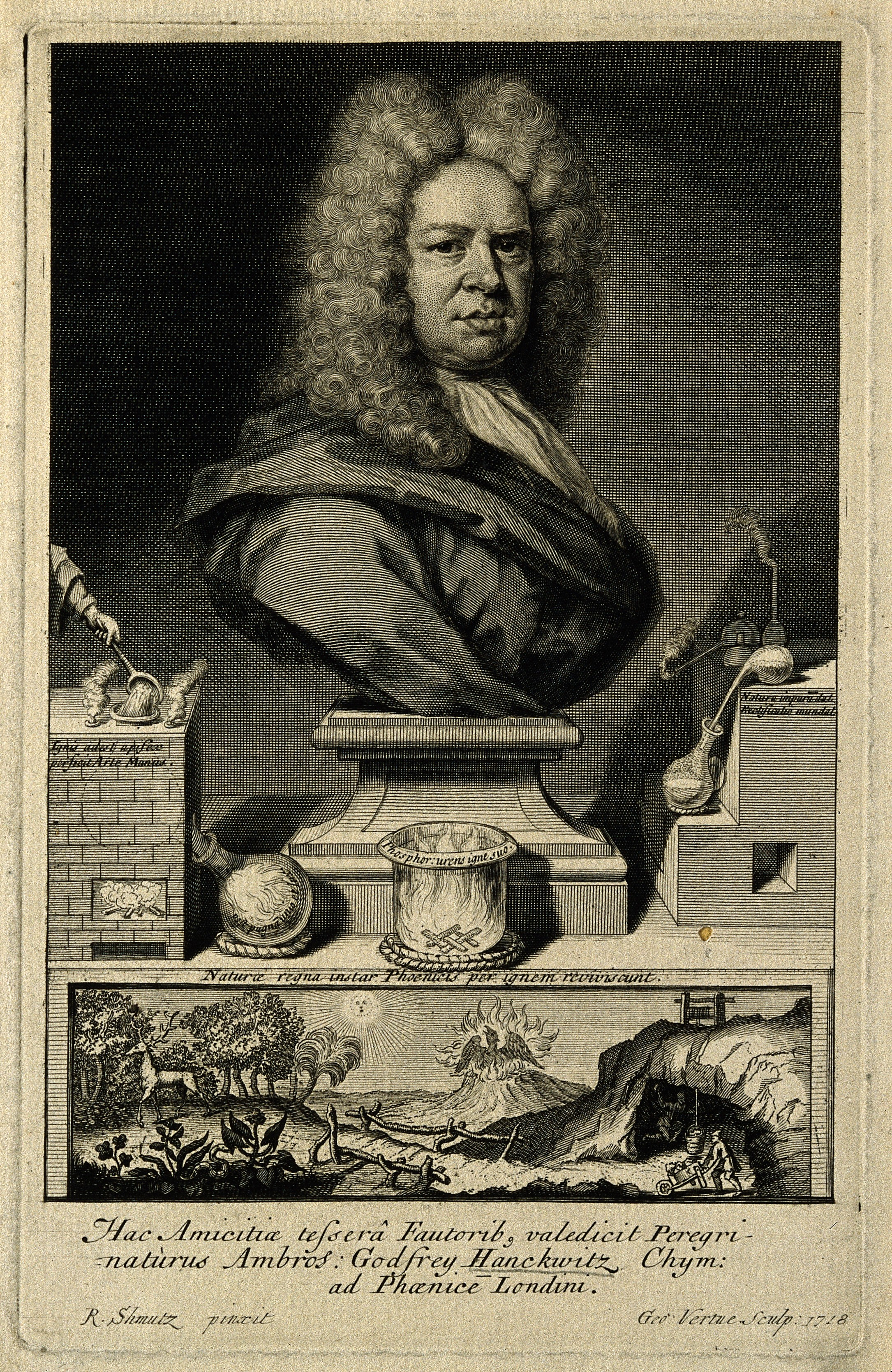
Ambrose Godfrey Hanckwitz

Ambrosius Gottfried Hanckwitz, in England Ambrose Godfrey Hanckwitz, (* 1660 wahrscheinlich in Köthen; † 1741 in London) war ein deutsch-britischer Naturforscher.
Er war Apothekerlehrling in Köthen, bevor er in jungen Jahren nach England ging und Assistent von Robert Boyle wurde. Er lernte über Boyle von dem Verfahren von Hennig Brand (Boyle spätestens 1777 durch Demonstration von Johann Daniel Kraft vor der Royal Society bekannt), Phosphor aus Urin herzustellen und produzierte nach diesem Verfahren in einem eigenen Labor in London. Er bot das so hergestellte Phosphor schon 1685 an und hatte in England so etwas wie ein Monopol darauf, lieferte aber auch nach Deutschland und das übrige Europa, ab etwa 1730 auch in größeren Mengen. Das Verfahren wurde 1735 in Deutschland publiziert, nachdem es der in London praktizierende Arzt Johann Heinrich Hampe dem alten Hanckwitz entlockte und dem Bergrat Johann Friedrich Henckel brieflich mitteilte.
1733 beschrieb er die Phosphorsäure und er erfand ein Gerät, um Feuer mit Explosionen zu löschen.
August Sigmund Frobenius fand in seinem Labor den Ether.